# Alphitobius diaperinus
Petit Ténébrion mat, Petit Ténébrion brillant
Espèce
Alphitobius diaperinus, le Petit Ténébrion mat ou Petit Ténébrion brillant, est une espèce de coléoptères de la famille des Tenebrionidae. Cet insecte a une répartition cosmopolite quasiment sur toute la planète. Il est essentiellement connu comme organisme nuisible des produits stockés comme la farine et des élevages de volailles dans lesquels c'est un vecteur d'agents infectieux pour les animaux.

## Recherche scientifique
Une étude publiée en automne 2024, démontre la capacité de cet insecte a décomposer la matière plastique, notamment le polystyrène,.

## Écologie
Cette espèce figure parmi les plus petites et les plus répandues des Tenebrionidae susceptibles d'infester les produits céréaliers.
Le 6 janvier 2023, la Commission de l'Union européenne l'approuve comme nouvel aliment, il est notamment utilisé comme insectes-aliments pour l'alimentation des animaux.

## Systématique
Le nom valide complet (avec auteur) de ce taxon est Alphitobius diaperinus (Panzer, 1797).
L'espèce a été initialement classée dans le genre Tenebrio sous le protonyme Tenebrio diaperinus Panzer, 1796.
Ce taxon porte en français les noms vernaculaires ou normalisés de « Petit Ténébrion mat, » ou « Petit Ténébrion brillant ». En anglais, il est connu en tant que « lesser mealworm ».
Alphitobius diaperinus a pour synonymes :
- Alphitobius ovatus
- Alphitobius piceus (Olivier, 1792)
- Tenebrio diaperinus Panzer, 1796